# Aragonès tensí
El tensí és la varietat de l'aragonès central, pròpia de la de la Vall de Tena, a la part occidental del Pirineu aragonès.

## Fonètica
A la parla viva es conserven alguns casos de -ch- en lloc de –ll-
- Estacho
- Gricha.
- Grichón.

A la toponímia hi ha molts més casos: Espelunziecha, Castiecho.
Això són restes de fonemes cacuminals que eren comuns en tot l'Alt Aragó i que encara es troben en l'asturlleonès occidental.

## Morfologia
- Articles o, os, a, as, que darrera vocal son ro, ros, ra, ras, representant un cas d'evolució de la -LL- llatina, (una L dople), fins -r- com en el veí gascó.
- Partícula bi, que s'apostrofa: 
  - Bi ha > b'ha.
  - Bi eba > b'eba.
- Passats perfectes en –os en lloc de en –es, que sol hi ha en Aragües:
  - Puyós, Cantós, Dijiós
- Condicional amb -b-, -arba, -erba, -irba diferent de qualsevol llengua hispànica, i que Francho Nagore considera genuí en aragonès segons aquest esquema
  - Cantar + eba > cantarba.
  - Cantar + ebas > cantarbas.

## Parles locals
El panticut, parlat a Panticosa, lloc on millor es conserva l'aragonès de la vall.